# هاري فاولر
هاري فاولر (بالإنجليزية: Harry Fuller)‏ هو لاعب كرة قاعدة أمريكي، ولد في 5 ديسمبر 1862 في سينسيناتي في الولايات المتحدة، وتوفي بنفس المكان في 12 ديسمبر 1895.

## وصلات خارجية
- هاري فاولر على موقعبيزبول رفرنس.كوم (الدوري الرئيسي) (الإنجليزية)
- هاري فاولر على موقعبيزبول رفرنس.كوم (الدوري الثانوي) (الإنجليزية)